# أبو بكر البرقاني
أبو بكر أحمد بن محمد بن أحمد بن غالب الخوارزمي البرقاني الشافعي فقيه شافعي ومحدث وصاحب تصانيف.

## روايته للحديث النبوي
سمع من أبي العباس بن حمدان بخوارزم، ومن أبي علي بن الصواف وأبي بكر بن الهيثم وطبقتهم ببغداد، ومن أبي بكر الإسماعيلي بجرجان، ومن محمد بن عبد الله بن خميرويه بهراة، ومن أبي عمرو بن حمدان بنيسابور، ومن أبي بكر بن أبي الحديد بدمشق، ومن عبد الغني الأزدي وابن النحاس بمصر؛ وصنف التصانيف وخرج على الصحيحين؛ حدث عنه أبو عبد الله الصوري وأبو بكر البيهقي والخطيب وأبو إسحاق الشيرازي الفقيه وأبو القاسم بن أبي العلاء وسليمان بن إبراهيم الحافظ وأبو طاهر أحمد بن الحسن الكرخي وأبو الفضل بن خيرون ويحيى بن بندار ومحمد بن عبد السلام الشافعي الأنصاري وآخرون.

## أقوال العلماء فيه
قال الخطيب: كان ثقة ورعًا ثبتًا لم نر في شيوخنا أثبت منه، عارفًا بالفقه له حظ من علم العربية كثير، صنف مسندًا ضمنه ما اشتمل عليه صحيح البخاري ومسلم، وصنف حديث الثوري وشعبة وعبيد الله بن عمر وعبد الملك بن عمير وبيان بن بشر ومطر الوراق، ولم يقطع التصنيف حتى مات، وكان حريصًا على العلم منصرف الهمة إليه، سمعته يقول لرجل من الفقهاء الصلحاء: ادع الله لي أن ينزع شهوة الحديث من قلبي، فإن حبه قد غلب عليَّ فليس لي اهتمام إلا به.
وقال أبو القاسم الأزهري: البرقاني إمام، إذا مات ذهب هذا الشأن. وقال الخطيب: سمعت محمد بن يحيى الكرماني الفقيه يقول: ما رأيت في أصحاب الحديث أكثر عبادة من البرقاني. وسألت الأزهري قلت: هل رأيت شيخا أتقن من البرقاني؟ قال: لا. وقال أبو محمد الخلال: هو نسيج وحده. وقال الخطيب: أنا ما رأيت شيخًا أثبت منه. وقال أبو الوليد الباجي: هو ثقة حافظ.

## وفاته
توفي في أول رجب 425 هـ ببغداد.